# Jožefina Leuchtenberška
Jožefina Leuchtenberška ali Jožefina de Beauharnais (polno ime Joséphine Maximilienne Eugénie Napoléone), kraljica Švedske, * 14. marec 1807, Milano, Italija, † 7. junij 1876, Stockholm, Švedska.
Jožefina je bila kraljica soproga Švedske in Norveške kot žena kralja Oskarja I.. Znana je bila kot kraljica Josefina in je veljala za politično aktivno v času vladavine njenega soproga. Delovala je kot njegova politična svetovalka in je aktivno sodelovala v državnih zadevah. Bila je še posebej aktivna v zakonih vere na Švedskem in Norveškem ter ji pripisujejo, da je uvedla bolj liberalne zakone o religiji.

## Življenjepis

### Ozadje
Rodila se je v Milanu v Italiji kot najstarejša hči Eugèna de Beauharnaisa, prvega vojvoda Leuchtenberškega, krušnega sina in posvojenega otroka Napoleona I., in njegove žene princese Avguste Bavarske. Njena stara mati po očetovi strani in njena soimenjakinja je bila Jožefina Tascher de La Pagerie, prva žena cesarja Napoléona I. Francoskega: ime Jožefina je dobila na zahtevo Napoleona. Njen stari oče po materni strani je bil kralj Maksimilijan I. Bavarski.
Ob rojstvu ji je Napoleon dal naziv princese Bologne in kasneje še vojvodinje Gallierske. Prvih sedem let je preživela v Italiji. Družina je živela v Vili Bonaparte v Milanu in v njihovi rezidenci Monzi izven Milana. Leta 1812 so prejeli obisk nekdanje cesarice Jožefine. Leto kasneje je njen oče Eugene zavrnil ponudbo svojega tasta, da združi sile proti Napoleonu. Njena mati Avgusta se je leta 1814 pridružila njenemu očetu v njegovih vojaških sedežih v Mantovi, kjer je rodila najmlajšo hčerko. Malce kasneje se je Jožefina s svojimi sorojenci in njihovimi dvorjani v trdnjavi v Mantovi v procesiji kočij pridružila njihovi materi. Po porazu Napoleona istega leta sta njena starša odšla k njenemu staremu očetu na Bavarskem in nekaj časa kasneje so jima Jožefina in njeni sorojenci v spremstvu barona Darnaya, prej tajnika njenega očeta, pridružili. Menda naj bi ta spomin ostal v Jožefininem spominu. Njen oče je postal vojvoda Leuchtenberški v nekdanji kneževini Eichstädt na Bavarskem kot fevd. Njeno otroštvo je opisano kot srečno. Družina je preživela poletja v Eichstädtu in zime v Münchnu z družino njene mame. Jožefina je lahko govorila nemško, italijansko in francosko. Učila se je geografijo s profesorjem Le Sage, botaniko in naravno znanost s profesorjem Martinusom ter matematiko, fiziko in astronomijo s profesorjem Sieberson.
Princesa Jožefina se je 22. maja 1823 poročila z Oskarjem I. z zastopnikom v Leuchtenberški palači v Münchnu. Imela sta še poročno slovesnost 19. junija v prisotnosti v Stockholmu. Prva poroča slovesnost je bila katoliška, druga pa luteranska. Skozi svojo mater je bila Jožefina potomka Gustava I. Švedskega in Karla IX. Švedskega in tako so bili njeni otroci potomci Gustava Vase. Skozi svojega starega očeta po materi je bila tudi ena od potomk Renate Lorrainske, vnukinje Kristjana II. Danskega.
Poroka je bila dogovorjena zato, da bi zagotovila legitimnost nove dinastije Bernadotte. Po porazu Napoleona se je kralj Karel XIV. Janez bal zakonitosti politike dunajskega kongresa in je želel dati novi dinastiji povezavo skozi kri starih evropejskih kraljevskih dinastij. Poroka Oskarja, njegovega sina in dediča na prestol, je bila rešitev tega problema in leta 1822 je končno prisilil sina k privolitvi poroke in ga poslal na izlet v Evropo, da bi izvedel o bodočih kandidatkah na seznamu za položaj soproge in kronske princese. Na tem seznamu je bila danska princesa prva izbira, leuchtenberška princesa druga, hesseška princesa tretja in weimarska princesa je bila četrta. Karel XIV. Janez je izbral princeso Jožefino Leuchtenberško za drugo kandidatko, ker je imela povezavo z dvema evropejskima starima dinastijama skozi mater in novo dinastijo Bonaparte (ki bi se morda lahko nekega dne vrnila na oblast) skozi svojega očeta, in tako je "združila nove interese s starimi", kot je tako izrazil zadevo. Oskar ni maral svoje prve izbire, vendar pa ko je 23. avgusta 1822 v Eichstädtu zagledal Jožefino, je rekel, da ima rad drugo. Jožefina in Oskar naj bi se privlačila obojestransko in se zaljubila v drug drugega na prvi pogled in tako sta obe družini poroko sprejeli in jo ustrezno organizirali. Jožefina je imela učne ure v švedščini in si je dopisovala z Oskarjem do poroke. Njen oče naj ne bi bil proti njenemu spreobrnjenju v luteranstvo, vendar so švedski predstavniki mislili, da je bilo potrebno ji dati ponudbo, da lahko obdrži svojo vero. Čeprav je bila predana katoličanka, je privolila, da bo vzgajala svoje otroke v luteranski veri. S sabo je pripeljala katoliškega duhovnika in se je redno udeležila maš in spovedi v svoji zasebni katoliški cerkvi. Papež je temu dal svije soglasje. Na Švedskem je zakon Toleransediktet iz leta 1781 izjavil svobodo vere za tujce in imigrante ter Jožefina in njena snaha Desirée sta bili lahko šteti med njih. Za Švede pa je spreobrnjenje iz luteranske vere v neko drugo vero uradno pomenila zaplemba osebne lastnine in pregon iz države. Ta situacija je bila podobna na Norveškem. Luteranska duhovščina je nasprotovala tej poroki, vendar je kralj imel svojo pot.

### Prestolonaslednica
Jožefina je na Švedsko prispela v družbi svoje tašče kraljice Desirée, ki je bila odsotna za enajst let. Prispeli sta v Manillo izven Stockholma 13. junija 1823, kjer so ju pozdravili kralj Karel XIV. Janez, kronski princ Oskar, vojaški pozdravi in velike množice ter ju pospremili v Haga palačo, kjer je Jožefino objela princesa Zofija Albertina Švedska. Druga poročna slovesnost je odvila šest dni kasneje. Šest dni po njenem prihodu na Švedsko je bilo njeno srednje ime Napoléonne odstranjeno. To je bilo zato, ker se je Švedska bojevala proti Napoleonu v nedavni vojni. S sabo je prinesla več delov ekskluzivnega nakita narejenega v Parizu za njeno staro mamo, ki je še vedno med imetji kraljevih hiš Švedske in Norveške (skozi Ludoviko in Marto Švedsko). Na Švedskem je bila znana po švedski verziji njenega imena: Josefina. V njenem spremstvu je bila Bertha Zück, ki je postala njen blagajnik, in njen katoliški spovednik Jacob Lorentz Studach: do njunih smrti so imela tako  tesno prijateljstvo, da so bili imenovani za "trio".
Jožefina je bila socialni uspeh na Švedskem od trenutka svojega prihoda, oboje kot zasebna oseba v krogih visoke družbe in tudi kot javna oseba ter je postala bolj popularna kraljica kot njena predhodnica in naslednica. Že kot kronska princesa je sposobna opravljati predstavniški del, ki jih njena tašča ni mogla izpolniti, ter je igrala veliko vlogo pri delanju nove dinastije popularne na Švedskem. V poletju leta 1824 sta kronski princ in kronska princesa obiskala Oslo na Norveškem, kjer sta sodelovala v več javnih nastopih, da bi naredila monarhijo popularno. Med obiskom je Oskar dobil nalogo začasnega kraljevega namestnika in Jožefina je bila prisotna, ko se je pojavil pred norveškim parlamentom. Po tem sta naredila izlet po Švedski, da bi jo predstavila javnosti. Opisana je bila za šarmantno, lepo in dostojanstveno osebo ter je bila šteta za nadarjeno: ljudi je impresionizirala z govorjenjem tekoče švedščine ob svojem prihodu. Na plesu leta 1838 jo je Fritz von Dardel opisal: "Kot za kronsko princeso je bila lepa in dostojanstvena, morda preveč suha, vendar zelo inteligentna in zelo zabavna proti vsemu. Nihče ji nima ničesar očitati za vse razen za njeno katoliško vero."
Njen odnos s tastom je bil topel. Kralj je z njo ravnal z veliko naklonjenostjo, kot na primer je skrival sladkarije v svojih žepih, katere je preiskala in enkrat je v sladkariji našla skrit dragulj. Dne 21. avgusta 1823 je Karl XIV. Janez razglasil, da bo ta dan, ki je bil isti dan njegove izvolitve za kronskega princa, dan za Jožefino in je bil odtlej praznovan kot Jožefinin dan. Prvo praznovanje je potekalo v Drottningholmski palači in Jožefinin dan je bil praznovan na Švedskem še desetletja kasneje: postala je tradicija za ljudi iz Stockholma, da potujejo v Drottningholmsko palačo na ta dan, kjer so bili za njih organizirana praznovanja in so navijali za Jožefino, ki jih pozdravila iz balkona.
Njen odnos s taščo pa je bil kljub temu nekako napet med prvimi leti, saj se je kraljica Desirée počutila zanemarjeno iz strani svojega moža in da je njen položaj kraljice bil zasenčen z Jožefinino popularnostjo. Po začetnih letih pa je odnos med Jožefino in Desirée postal bolj prijateljski in harmoničen.
Odnos med Jožefino in Oskarjem je bil na začetku opisan za medsebojno srečnega in par si je delil interese v kulturi, slikarstvu, pisanju in petju. Jožefina in Oskar sta imela pet otrok, od katerih sta dva postala kralja Švedske in Norveške. Vendar pa je bil Oskar znan po zunajzakonskih aferah, kar je močno mučilo, ki je trpela za ljubosumnostjo. Oskar je po poroki še ohranil svoj stik z Jaquette Löwenhielm, čeprav se Jožefina na začetku naj ne bi zavedala tega: vendar je leta 1826 v svojem dnevniku dala prvo znamenje, da se zaveda afer, in leta 1828 je napisala o bolečih sumih o prešuštvu in da jo tudi boli, da je nenehno noseča. Leta 1832, leto po rojstvu svojega zadnjega otroka, je zapisala v svojem dnevniku o sodobnem pogledu, da je pričakovano, da ženska prenaša moževe zunajzakonske zadeve: "Ženska bi morala trpeti v tišini" in Jožefina je videla ta sodobni pogled za nepravičnega. Tri leta kasneje ji je njena bolečina nad Oskarjevim vedenjem povzročila izlet v zdravilišče Medevi, da bi si umirila živce. Možev odnos s slavno igralko Emilie Högquist je bil dobro znan. To prav tako ni bila začasna afera, vendar resno razmerje, ki se je začelo leta 1836 in v katerem je dobil dva sinova, Maxa leta 1893 in Hjalmarja leta 1840. Oskar in Emilie Högquist sta se srečala na Bad Emsu leta 1837. Jožefina je opisala leta Oskarjevega odnosa z Emilie Högquist kot hoja "skozi ogenj". Kljub temu sta se Oskar in Jožefina še naprej skupaj pojavljala v javnosti in njeno dostojanstveno vedenje ji je na svojo stran dalo simpatije. Oskar je zaradi tega postal nepopularen in kralj Karl XIV. Janez ga je grajal iz sočutja do Jožefininega trpljenja. V njenih zadnjih letih kot kronska princesa je ta situacija, ki je prispevala h konfliktu med vladarjem in kronskim princem, uvedla Jožefino v politiko kot je postala aktivni posrednik med svojim možem in tastom.
Jožefina je bil zainterisirana v vrtnarjenje in slikarstvo. Njeno zanimanje v umetnosti je bilo aktivno in pristno. Podpirala je kariero slikarke (in katoliške spreobrnjenke) Sofie Adlersparre in je tudi spodbudila umetniško zanimanje in talent svoje lastne hčerke princese Evgenije, ki je postala talentirana amaterska umetnica. Obisk svoje matere, brata in dveh sester je sprejela leta 1836. Leta 1843 je v Münchnu obiskala svojo mater. Jožefina je bila zelo vključena v socialne reforme in človekoljubje. Ob svojem prihodu na Švedsko je ustvarila tesno prijateljstvo s princeso Zofijo Albertino Švedsko, ki jo je predstavila temu delu s sodelovanjem v Välgörande Fruntimmerssällskapet (Dobrodelno žensko društvo) za podporo revnim ženskam. Po smrti Zofije Albertine je prevzela zaščito te organizacije, kar je naredila tudi z dobrodelnimi organizacijami kraljice Desirée in njene snahe kraljice Ludovike po njunih smrtih. Sama je tudi ustanovila nekaj dobrodelnih organizacij. Že kot kronska princesa je dvakrat na teden prejela peticije za pomoč in njena dejavnost se je razširila čez leto. Njen glavni cilj je bila podpora revnim ženskam in otrokom. Leta 1826 je ustanovila Sällskapet de fattigas vänner (Prijatelji revne družbe) za revne vdove, leta 1827 Sällskapet för öm och sedlig modersvård (Društvo za ljubečo in ustrezno materinsko nego) za podporo revnim materam, leta 1833 Sällskapet för arbetsamhetens uppmuntran (Društvo za spodbudo delu), agencijo za zaposlovanje žensk, in Kronprinsessans slöjdskola för fattiga flickor (Šola kronske princese za revne ženske). Jožefina, čeprav globoko verna in pod vplivom ideje krščanske dobrodelnosti, ni verjela, da je naloga vere, ampak države, da zagotovi blaginjo, in je hranila ti dve temi ločeni v svojem dobrodelnem delu. V njeni knjižnici so dela o zgodnjem krščanskem socializmu, ki se zdijo temeljito prebrana.
Jožefina je imela svojo lastno katoliško kapelo v Kraljevi palači. Privatno je poskušala vplivati na svojo taščo, da bi bila boljša katoličanka: leta 1844 je njen spovednik izjavil, da ji je uspelo prepričati svojo taščo, da se je udeležila spovedi prvič v petdesetih letih. Oskar je vedno podpiral njene verske pravice, na glede na njun osebni odnos. Kar se tiče otrok ni smela posegati v njihovo vero, vendar pa je z njimi lahko govorila o veri: skupaj s svojim spovednikom je razvrstila vse, kar je našla istega v katolicizmu in luteranstvu in o teh stvareh je lahko prosto govorila s svojimi otroki brez poseganja. Jožefina je vzela veliko zanimanje za katolicizem na Švedskem in Norveškem. Po svojem prihodu je ugotovila, da je bila katoliško občestvo v Stockholmu bilo zanemarjeno. Med drugimi zadevami ni imelo primerne cerkvene zgradbe in je menila, da je trenutni katoliški duhovnik Jean Baptiste Gridaine, ki je bil tudi spovednik njene tašče, zaradi tega omadeževal ugled katolikov. Po smrti Gridaina leta 1833 ga je zamenjal njen lastni spovednik Studach. Dne 16. septembra 1837 se je bila cerkev Sankta Eugenia v Stockholmu ustanovljena pred njo, kar je bilo prizadevanje njenega in Studachovega dela: to je bila prva katoliška cerkev v Skandinaviji od reformacije in je postala prvi apostolski vikariat v Skandinaviji: Norveška je bila vključena leta 1841. Tam se je na nedelje udeleževala maš.

### Kraljica
Leta 1844 je ob nasledstvu njenega moža na prestol Jožefina postala kraljica Švedske in Norveške. Na Švedskem je bila kronana 28. septembra 1844. Pojavilo se je nekaj nasprotovanj: verska debata je bila bolj vroča v 1840-ih kot je bila leta 1829, ko je bila kraljica Désirée kronana, vendar je Oskar to razrešil, ko je oznanil, da on ne bi bil kronan, če tudi ona ne bi bila. Na Norveškem so bila bolj resna nasprotovanja glede kronanja katoličanke. uraden razlog je bil, da je slovesnost nepotrebna, saj kraljica ni imela položaja v norveški ustavi, vendar je priznano, da je bil glavni razlog njena vera: kraljica Désirée tudi ni bila kronana na Norveškem. Zaradi tega je Oskar tudi zavrnil kronanje na Norveškem.
V času, ko je Jožefina postala kraljica, je Fredrika Bremer napisala o njej, da se "raje se ravna po svojem občutku in volji. Tega nisem slišala iz dvora, vendar verjamem, da je to resnica. Kot za eno izmed dveh kraljevih soprogov je verjetno, da ima močan karakter." Ko je Oskar prišel na prestol, je končal z aferami. Odnos med Jožefino in Oskarjem se je popravil in med njegovim vladanjem in do njegove smrti je ostal dober. Stopnja njenega političnega vpliva nad Oskarjem je razpravljiva. Delovala naj bi kot njegov svetovalec in naj bi imela vpliv v različnih zadevah.
Poročajo, da je Oskar čutil pritisk svoje pristojnosti in se je oprl na njeno podporo. Potrjeno je, da, ko se je pojavila kriza, sta se kralj in kraljica umaknila v zasebne prostore, da bi razpravljala o zadevi, preden je kralj sprejel odločitev. Njunim zasebnim konferencam je bil priča radoveden dvor, ki ju je včasih opazoval, ko sta razpravlja o zadevi na vrtu palače izven slušnega dosega.
Razvidno je, da je na zunanjo politiko vplivala s svojimi simpatijami in mnenji. V njeni korespondenci s svojo teto prusko kraljico Elizabeto Ludoviko Bavarsko je razvidno, da se je aktivno pogajala za mir v prvi Schleswiški vojni leta 1848. Med vojno je obvestila teto, da je Švedska odločila, da bo pomagala Danska proti Prusiji, da bi branila svojo neodvisnost, in je upala, da je Prusija pripravljeni sodelovati v mirovnih pogajanjih. Kot za rezultat tega je Prusija poslala grofa Alberta de Pourtalesa na Švedsko, da vstopi v mirovna pogajanja z Jožefino osebno. Vzporedno s tem je zagotovila kraljici in kralju Prusije svoje osebno spoštovanje in jima ponudila zatočišče, če bi bila kdaj prisiljena zapustiti Prusijo. Igrala je tudi v pomembnem delu v skrivni diplomaciji Oskarja I., kjer je spodbujala svojega mlajšega sina Oskarja pred svojim starejšim sinom Karlom. Njeni stiki s cesarjem Napoleonom III. Francoskim in cesarico Evgenijo so šteti za določen pomen v evropski krizi leta 1850. Jožefina je bila za navedena za pro-francosko in anti-rusko. Med drugimi je nanjo pokazal njen sin princ Karl, da je bile odgovorna za pogodbe novembra med Švedsko-Norveško, Francijo in Veliko Britanijo proti ruskem ekspanzionizmu leta 1855.
Jožefina je bila pobudnik zakonov, ki zagotavljajo enako dedovanje za moške in ženske v letu 1845, reforme v zaporih in socialno oskrbo ter odpravo cehov leta 1846. Med evropskimi revolucijami leta 1848 so 19. marec 1848 izbruhnili nemiri v Stockholmu, ki se imenujejo Marsoroligheterna, in se nadaljevali štiri dni. Uporniki so na ulicah zahtevali republiko in poskušali povzročiti oborožen upor. Kraljevska družina je bila, po grofu Löwenhielmskemu, ko jih je obiskal v tistem času, bleda in resno zaskrbljena. Jožefina je menda prosila Oskarja naj ne strelja na množico med nemiri. Sčasoma pa so se nemiri umirili z ognjem s strani vojske. Z izjemo suma na versko vprašanje pa se vpletenost Jožefine v politiki ne zdi za slabo-cenjeno, ampak je bilo obravnavano za dober vpliv.
Njen katolicizem je bila edina stvar, ki je nekoliko vplivala na njeno popularnost v nekaterih krogih družbe. Njena vera v kombinaciji z njenim cenjenim političnim delovanjem je povzročila govorice, da je izvajala nedopustno vplivanje v zvezi z verskimi vprašanji. Leta 1844 se je Šved poročil s katoliško žensko in se spreobrnil in njen spovednik Studach je bila obtožen za spreobrnjenje Šveda v katolicizem. Po Konventikelplakatetu je bil to zločin in nastal je škandal. Do 1840-ih je bila intenzivna politična razprava o svobodi o veroizpovedi, kar je hkrati povzročilo več anti-katolicizma v državi, kjer je bil odnos prej ravnodušen, in to je Jožefino izpostavljalo v tisku v bolj ali manj neposrednih napadih. Kakorkoli ona je v resnici uporabljala svoj vpliv v korist katoličanov in je sodelovala s papežem v tem vprašanju. Za Jožefino je verjeto, da je bila v ozadju nekaterih zakonov o verskih usmeritvah. Od leta 1851 je podprla prvi ženski katoliški rad, da bi bil bolj aktivni na Švedskem od reformacije, ko so nune v Filles du Coer de Marie vzpostavile sedež v Stockholmu, da bi skrbele za šolanje katoliških otrok. Od letu 1853 in 1854 so švedski luterani dobili dovoljenje, da se udeležijo katoliške pridige.
Leta 1853 je bil primer, ko so poročali, da se je šest Švedinj prešlo v katoliško vero. Jožefina, ki je v tistem času delala na uvedbi svobode veroizpovedi, je prosila Oskarja, da bi prepričal ministra za vero, da odloži preiskavo proti ženskam. To je bilo tudi storjeno. Leta 1856 se je Oskar izrazil v prid svobodi veroizpovedi. Vendar pa je leta 1857 Oskar zbolel in postal nesposobna in prestolonaslednik Karl je postal regent. Karl, ki je bil proti katoliški veri, je delal proti načrtih svoje matere in uporabil pomoč od ljudi kot na primer od vikarja Nilsa Johana Ekdahla, ki je pripadal nasprotnikom kraljice zaradi njene vere in političnega vpliva. Ekdahl je v tem času pridigal, da ni bilo nobene tolerance za kraljico Kristino Švedsko, ki je bil Švedinja in kraljica in je prešla v katolicizem: "... toliko manj bi bilo za tujo kraljico, ki je začela narod s poroko". Šest ženskih spreobrnjenk je bilo dano na sojenje leta 1858, po katerem so bile pregnane in je bilo njihovo premoženje zaplenjeno. Vendar pa je v tem času stari zakon veljal za sramoto za ugled Švedske in izgon škandal in leta 1860, je Karl sam končno uvedel svobodo veroizpovedi. Ženske spreobrnjenke, ki so se izselili v Lyon v Francijo, so se vrnile na Švedsko po uvedbi svobode veroizpovedi.
Jožefina je bila tudi kraljica na Norveškem. Menda je cenila norveško naravo, saj jo je spominjala na Bavarsko. Močno je vplivala na notranjost kraljeve palače v Oslu, ki je bila končana leta 1849, in se začela zanimati za norveško umetnosti in je pogosto obiskovala likovne razstave v Oslu. Palača Oscarshall je po navedbah navdihnila predvsem z njo. Leto 1852 je bilo opisana kot za težko zanjo: v družbi svojega soproga, hčerke in sina Gustava je obiskala svojo mamo na svoji smrtni postelji na Bavarskem. Na poti nazaj so obiskali Norveško, kjer je Gustav umrl zaradi pljučnice.
Kraljica Jožefina je imela napet odnos s svojim najstarejšim sinom prestolonaslednikom Karlom. Karl je bil močno zaljubljen v njeno družico Sigrid Sparre. Ta se je zgodilo med časom, ko so se dogajala pogajanja o poroki med Karlom in Ludoviko Prusko leta 1846. Jožefina je ločila Karla in Sparrovo, ko je leta 1484 izgnala Sparrovo iz dvora, vendar ji ni uspelo rešiti poročnega zavezništva s Prusijo. Karl Jožefini nikoli ni odpustil ločitve od Sparrove in poleg tega je postal še bolj proti katolištvu, saj je za odločitev njegove matere krivil njenega katoliškega spovednik Jacob Lorenz Stucach. Kraljica tudi ni marala Karla zaradi njegove impulzivnosti, gospodarske neodgovornosti in moralne promiskuitetnosti. Leta 1852 je Karl prvič služil kot regent med tem, ko je kraljevi par obiskal Nemčijo. Ugotovljeno je bilo, da se je poslovila od Karla in njegovih svetovalcev s pripombo: "No, zdaj bomo odšli in gospodje bodo zagospodovali...", komentar, ki ga dojemajo za hladnega in skeptičnega.
Leta 1857 je Oskar I. zbolel. Zaradi bolezni monarha je bila potreba po regentstvu in prestolonaslednik Karl je bil videti za očitno izbiro. Kraljica Jožefina je nasprotovala, ko je bil Karl imenovan za regenta med nezmožnostjo kralja. Govorice so trdile, da je bil razlog za to njena seznanjenost z dejstvom, da ji Karl nikoli ni bi omogočil kakršen koli vpliv na zadeve države. V tem času je znan dogodek, ki je pridobil pozornost. Kralj in kraljica sta se pokazala javnosti v prestolnici v njuni kočiji. Na tej točki je bil kralj prešibek, da bi mahal, vendar je Jožefina dejansko držala in premikala njegovo roko v mahanju. Ona ga je tudi dregnila, da bi se zavedal, kaj se je dogajalo. To je povzročilo govorice, da se je bala, da bi izgubila svoj politični položaj. Matilda Orozco je opisala ta pogled v sodobnem pismu, kjer je pisala proti kraljici: "Ona je potiskala kralja, dejano je, uboga stvarca, da bi kralj pozdravil ljudi, ko sta zunaj. Ona ga varuje, ni kot angel milosti, ne kot suženj dolžnosti, mučenik - ne, kot zmaj, ki jo skrbi le za svoje vladanje. To je tako težko, tako nehvaležno...". Jeseni leta 1857 je bila prisiljena, da sprejme imenovanje Karla za regenta. Ona mu je dala svojo zahvalo za svetovalce, ki jih  je bil izbral, vendar je to pomenilo tudi konec njenega političnega delovanja. Kraljica Jožefina je bila občudovana za svoje nesebično negovanje svojega moža za dve leti med njegovo boleznijo pred smrtjo.

### Kraljica vdova
Leta 1859 je Oskar umrl, s čimer je Jožefina postala kraljica vdova. Treba je opozoriti, da je sledila francoski tradiciji, saj je nosila vijolično barvo za barvo žalovanja namesto črne: vijolična je bila njena najljubša barva v vsakem dogodku in ona ga je nosila za preostanek svojega življenja. Kot kraljica vdova je izgubila ves svoj politični vpliv in sama se je posvetila svojim dobrodelnim dejavnostim in v svojo zanimanje v katoliške kongregacije in njena vprašanja.
Kralj Karl XV. je bil štet za preveč zastarelega in formalnega in njegovi pogledi so bili redko deljeni. Karl XV. sam je bil znan po svojem dekadentnem življenjskem slogu: njegovo življenje na poletni rezidenci Ulrksdalski palači je bilo primerjano s tisto v Versaillesu, kar pa je prineslo krono na slab glas, za kar je bilo tudi strah Jožefine. Njen odnos s kraljico Ludoviko je bil opisan za zelo dobrega. Kraljica vdova Jožefina je bila v družini v času bolezni znana po vlogi medicinske sestre in njen odnos s Karlom se je v njenih zadnjih letih izboljšal, ko se je njegovo zdravje poslabšalo in je postal prostozidar in je potem videli manj razlik v katolicizmu in protestantizmu.
Jožefina je bila obveščena o političnih dogodkih, čeprav ni mogla več vplivati na njih. Podprla je Avstrijo proti Prusiji, katerega ekspanzionizem  so se bali. Leta 1870 se je Jožefina izrazila, kako globoko je čutila proti uvedbi novega katoliškega nauka o nezmotljivosti papeža. Ona je to štela za doktrino, ki bi v veliki meri odbila katoliško cerkev v očeh protestantskega sveta. Domnevno je utrpela, ko je bil njen bratranec Napoleon III. Francoski leta 1870 vržen s prestola. Po bitki pri Sedanu je zaprtemu Napoleonu III. zagotovila, da ne bo nikoli pozabila, da je bil član družine Beauharnais. Povabila je sina Napoleona III. na Švedsko, vendar on ni sprejel povabila. Izrazila je tudi odpor do priključitve papeške države in je leta 1870 imenovala za grozno leto. Jožefina je negovala svojo snaho kraljico Ludoviko na njeni smrtni postelji leta 1871.
Leta 1872 je Karl XV. umrl in Jožefinin mlajši sin Oskar II. je nasledil prestol. V času Karlove smrti je bila Jožefina na potovanju, da bi videla svojo sestro Amélie na Portugalskem. Na poti je obiskala Pariz in videla kralja in kraljico Španije v El Escorialu. V Lizboni je njena umirajoča sestra želela, da bi Jožefina pred vrnitvijo videla palači Cintra in Montserrat. Na Švedsko se je vrnila dva dni po smrti Karla. Po smrti Jacoba Lorenza Studacha leta 1873 se je Jožefina dogovarjala s papežem o tem, kdo bi bil najbolj primeren nadomestek za misijonskega škofa katoliške cerkve v Skandinaviji. Želela je imeti škofa Speyerja, Bonifatiusa von Henneberga. Vendar pa je papež imenoval Johanna Georga Huberja.
Jožefina je podprla prvo po-reformacijsko katoliško Cerkev v Gothenburgu na Švedskem leta 1862 in leta 1866 v Bergnu na Norveškem. Leta 1865 je podprla ustanovitev katoliške šole nun reda svetega Jožefa Chambéryjskega v Oslu. Ustanovlila je Stiftelsen Konung Oscar II:s Minne (Fundacija spomina na Oskarja I.), leta 1873 dom in zatočišče za revne poročene ženske in leta 1873 Josephinahemmet (Fundacija Jožefininega doma), dom za revne katoličane: obe instituciji so upravljale nune nemškega reda svete Elizabete.
Dne 13. junija 1873 je Jožefina praznovala drugo največje praznovanje v njenem življenju, ko je v času praznovanja svojih petdesetih let na Švedskem prejela oboževanje s strani javnosti. Bila je menda zelo ganjena in njene lastne besede v pismu so pogosto citirane: "To je bil dan polovice stoletja, ki ga ne bom nikoli pozabila do mojega umirajočega dneva: moje srce bo ga zavedno obdržalo v lepem spominu ... na zadnje, moj najdražji prijatelj, sem bila priča, kako protestantski Švedi tako soglasno praznujejo za katoliško kraljico. Zahvaljujem se in hvalim Boga za to... "
Leta 1875 je obiskala papeža Pija IX. v Rimu na romanju, ki ji ga je že dolgo želela narediti. Prepotovala je inkognito pod imenom Grofica Tullgarnska in v družbi samo štirih dvorjanov. 22. maja 1875 je prišla v Rim po Berlinu, Münchnu in Innsbrucku, kjer so je sprejel kralj Italije in jo je vodil skozi mesto. Imela je dolgo zgodovino stikov s papežom v zvezi s svojo katoliško delo v Skandinaviji in papež je leta 1852 razmišljal, da bi ji podelil Zlato rožo, vendar se je vzdržal, ker se je bal, da bi se to slabo dojemalo v protestantski državi. 3. junija 1875 je Jožefina dobila obhajilo dano od papeža in mu nato šla na javno večerjo poleg nečakinje princese Matilde Viane in svoje družica Rosalie Muffat, ki je bil prvi nekraljevska ženska, ki je to storila tako. Po Rimu je obiskala Neapelj, Bologno in Milanu in videla nekdanjo cesarico Evgenijo Francosko v Salzburgu.
Jožefina je umrla v Stockholmu 7. junija 1876 v starosti devetinšestdeset in je prejela katoliški pokop. Njene zadnje besede so bile: "Zdaj grem domov. Sem zelo srečna."

## Družina in otroci
Njeni otroci so bili:
- Kralj Karl XV. (Karl IV. na Norveškem) (1826–1872)
- Princ Gustav, vojvoda Upplandski (1827–1852)
- Kralj Oskar II. (1829–1907)
- Princesa Evgenija (1830–1889)
- Princ Avgust, vojvoda Dalarnski (1831–1873)

## Predniki
|  |                                                                  |  |  |  |  |  |  |  |  |  |  |  |  |  |  |  |
|  | 16. Claude de Beauharnais, comte des Roches-Baritaud             |  |  |  |  |  |  |  |  |  |  |  |  |  |  |  |
|  |                                                                  |  |  |  |  |  |  |  |  |  |  |  |  |  |  |  |
|  |                                                                  |  |  |  |  |  |  |  |  |  |  |  |  |  |  |  |
|  | 8. François de Beauharnais, markiz de la Ferté-Beauharnais       |  |  |  |  |  |  |  |  |  |  |  |  |  |  |  |
|  |                                                                  |  |  |  |  |  |  |  |  |  |  |  |  |  |  |  |
|  |                                                                  |  |  |  |  |  |  |  |  |  |  |  |  |  |  |  |
|  | 17. Renée Hardouineau de Laudanière                              |  |  |  |  |  |  |  |  |  |  |  |  |  |  |  |
|  |                                                                  |  |  |  |  |  |  |  |  |  |  |  |  |  |  |  |
|  |                                                                  |  |  |  |  |  |  |  |  |  |  |  |  |  |  |  |
|  | 4. Alexandre, vicomte de Beauharnais                             |  |  |  |  |  |  |  |  |  |  |  |  |  |  |  |
|  |                                                                  |  |  |  |  |  |  |  |  |  |  |  |  |  |  |  |
|  |                                                                  |  |  |  |  |  |  |  |  |  |  |  |  |  |  |  |
|  | 18. François-Louis de Pyvart de Chastullé                        |  |  |  |  |  |  |  |  |  |  |  |  |  |  |  |
|  |                                                                  |  |  |  |  |  |  |  |  |  |  |  |  |  |  |  |
|  |                                                                  |  |  |  |  |  |  |  |  |  |  |  |  |  |  |  |
|  | 9. Marie Anne Henriette Françoise de Pyvart de Chastullé         |  |  |  |  |  |  |  |  |  |  |  |  |  |  |  |
|  |                                                                  |  |  |  |  |  |  |  |  |  |  |  |  |  |  |  |
|  |                                                                  |  |  |  |  |  |  |  |  |  |  |  |  |  |  |  |
|  | 19. Jeanne Hardouineau de Laudanière                             |  |  |  |  |  |  |  |  |  |  |  |  |  |  |  |
|  |                                                                  |  |  |  |  |  |  |  |  |  |  |  |  |  |  |  |
|  |                                                                  |  |  |  |  |  |  |  |  |  |  |  |  |  |  |  |
|  | 2. Eugène de Beauharnais                                         |  |  |  |  |  |  |  |  |  |  |  |  |  |  |  |
|  |                                                                  |  |  |  |  |  |  |  |  |  |  |  |  |  |  |  |
|  |                                                                  |  |  |  |  |  |  |  |  |  |  |  |  |  |  |  |
|  | 20. Gaspard Joseph Tascher de la Pagerie                         |  |  |  |  |  |  |  |  |  |  |  |  |  |  |  |
|  |                                                                  |  |  |  |  |  |  |  |  |  |  |  |  |  |  |  |
|  |                                                                  |  |  |  |  |  |  |  |  |  |  |  |  |  |  |  |
|  | 10. Joseph-Gaspard Tascher de la Pagerie                         |  |  |  |  |  |  |  |  |  |  |  |  |  |  |  |
|  |                                                                  |  |  |  |  |  |  |  |  |  |  |  |  |  |  |  |
|  |                                                                  |  |  |  |  |  |  |  |  |  |  |  |  |  |  |  |
|  | 21. Françoise Bourreau de la Chevalerie                          |  |  |  |  |  |  |  |  |  |  |  |  |  |  |  |
|  |                                                                  |  |  |  |  |  |  |  |  |  |  |  |  |  |  |  |
|  |                                                                  |  |  |  |  |  |  |  |  |  |  |  |  |  |  |  |
|  | 5. Joséphine Tascher de La Pagerie                               |  |  |  |  |  |  |  |  |  |  |  |  |  |  |  |
|  |                                                                  |  |  |  |  |  |  |  |  |  |  |  |  |  |  |  |
|  |                                                                  |  |  |  |  |  |  |  |  |  |  |  |  |  |  |  |
|  | 22. Joseph François des Vergers de Sannois                       |  |  |  |  |  |  |  |  |  |  |  |  |  |  |  |
|  |                                                                  |  |  |  |  |  |  |  |  |  |  |  |  |  |  |  |
|  |                                                                  |  |  |  |  |  |  |  |  |  |  |  |  |  |  |  |
|  | 11. Rose-Claire des Vergers de Sannois                           |  |  |  |  |  |  |  |  |  |  |  |  |  |  |  |
|  |                                                                  |  |  |  |  |  |  |  |  |  |  |  |  |  |  |  |
|  |                                                                  |  |  |  |  |  |  |  |  |  |  |  |  |  |  |  |
|  | 23. Catherine Marie Brown                                        |  |  |  |  |  |  |  |  |  |  |  |  |  |  |  |
|  |                                                                  |  |  |  |  |  |  |  |  |  |  |  |  |  |  |  |
|  |                                                                  |  |  |  |  |  |  |  |  |  |  |  |  |  |  |  |
|  | 1. Jožefina Leuchtenberška                                       |  |  |  |  |  |  |  |  |  |  |  |  |  |  |  |
|  |                                                                  |  |  |  |  |  |  |  |  |  |  |  |  |  |  |  |
|  |                                                                  |  |  |  |  |  |  |  |  |  |  |  |  |  |  |  |
|  | 24. Kristjan III. Zweibrüški                                     |  |  |  |  |  |  |  |  |  |  |  |  |  |  |  |
|  |                                                                  |  |  |  |  |  |  |  |  |  |  |  |  |  |  |  |
|  |                                                                  |  |  |  |  |  |  |  |  |  |  |  |  |  |  |  |
|  | 12. Friderik Mihael, palatinski grof Zweibrüški                  |  |  |  |  |  |  |  |  |  |  |  |  |  |  |  |
|  |                                                                  |  |  |  |  |  |  |  |  |  |  |  |  |  |  |  |
|  |                                                                  |  |  |  |  |  |  |  |  |  |  |  |  |  |  |  |
|  | 25. Grofica Karolina Nassau-Saarbrückenska                       |  |  |  |  |  |  |  |  |  |  |  |  |  |  |  |
|  |                                                                  |  |  |  |  |  |  |  |  |  |  |  |  |  |  |  |
|  |                                                                  |  |  |  |  |  |  |  |  |  |  |  |  |  |  |  |
|  | 6. Maksimilijan I. Bavarski                                      |  |  |  |  |  |  |  |  |  |  |  |  |  |  |  |
|  |                                                                  |  |  |  |  |  |  |  |  |  |  |  |  |  |  |  |
|  |                                                                  |  |  |  |  |  |  |  |  |  |  |  |  |  |  |  |
|  | 26. Jožef Karl Sulzbaški                                         |  |  |  |  |  |  |  |  |  |  |  |  |  |  |  |
|  |                                                                  |  |  |  |  |  |  |  |  |  |  |  |  |  |  |  |
|  |                                                                  |  |  |  |  |  |  |  |  |  |  |  |  |  |  |  |
|  | 13. Palatinska grofica Marija Frančiška Sulzbaška                |  |  |  |  |  |  |  |  |  |  |  |  |  |  |  |
|  |                                                                  |  |  |  |  |  |  |  |  |  |  |  |  |  |  |  |
|  |                                                                  |  |  |  |  |  |  |  |  |  |  |  |  |  |  |  |
|  | 27. Grofica Elizabeta Avgusta Zofija Neuburška                   |  |  |  |  |  |  |  |  |  |  |  |  |  |  |  |
|  |                                                                  |  |  |  |  |  |  |  |  |  |  |  |  |  |  |  |
|  |                                                                  |  |  |  |  |  |  |  |  |  |  |  |  |  |  |  |
|  | 3. Princesa Avgusta Bavarska                                     |  |  |  |  |  |  |  |  |  |  |  |  |  |  |  |
|  |                                                                  |  |  |  |  |  |  |  |  |  |  |  |  |  |  |  |
|  |                                                                  |  |  |  |  |  |  |  |  |  |  |  |  |  |  |  |
|  | 28. Ludvik VIII. Hesse-Darmstadtski                              |  |  |  |  |  |  |  |  |  |  |  |  |  |  |  |
|  |                                                                  |  |  |  |  |  |  |  |  |  |  |  |  |  |  |  |
|  |                                                                  |  |  |  |  |  |  |  |  |  |  |  |  |  |  |  |
|  | 14. Deželni grof Jurij Viljem Hesse-Darmstadtski                 |  |  |  |  |  |  |  |  |  |  |  |  |  |  |  |
|  |                                                                  |  |  |  |  |  |  |  |  |  |  |  |  |  |  |  |
|  |                                                                  |  |  |  |  |  |  |  |  |  |  |  |  |  |  |  |
|  | 29. Grofica Šarlota Kristina Magdalena Johana Hanauska           |  |  |  |  |  |  |  |  |  |  |  |  |  |  |  |
|  |                                                                  |  |  |  |  |  |  |  |  |  |  |  |  |  |  |  |
|  |                                                                  |  |  |  |  |  |  |  |  |  |  |  |  |  |  |  |
|  | 7. Princesa Avgusta Vilma Hesse-Darmstadtska                     |  |  |  |  |  |  |  |  |  |  |  |  |  |  |  |
|  |                                                                  |  |  |  |  |  |  |  |  |  |  |  |  |  |  |  |
|  |                                                                  |  |  |  |  |  |  |  |  |  |  |  |  |  |  |  |
|  | 30. Kristjan Karl Reinhard, grof Leiningen-Dagsburg-Falkenburški |  |  |  |  |  |  |  |  |  |  |  |  |  |  |  |
|  |                                                                  |  |  |  |  |  |  |  |  |  |  |  |  |  |  |  |
|  |                                                                  |  |  |  |  |  |  |  |  |  |  |  |  |  |  |  |
|  | 15. Grofica Marija Ludovika Leiningen-Dagsburg-Heidesheimska     |  |  |  |  |  |  |  |  |  |  |  |  |  |  |  |
|  |                                                                  |  |  |  |  |  |  |  |  |  |  |  |  |  |  |  |
|  |                                                                  |  |  |  |  |  |  |  |  |  |  |  |  |  |  |  |
|  | 31. Grofica Katarina Poliksena Solms-Rödelheimska                |  |  |  |  |  |  |  |  |  |  |  |  |  |  |  |
|  |                                                                  |  |  |  |  |  |  |  |  |  |  |  |  |  |  |  |
|  |                                                                  |  |  |  |  |  |  |  |  |  |  |  |  |  |  |  |